# 우에노역
우에노역(일본어: 上野駅 우에노에키[*])은 일본 도쿄도 다이토구에 있는, 동일본 여객철도 (JR 동일본)와 도쿄 메트로의 철도역이다. 도호쿠/홋카이도 신칸센, 도호쿠 본선, 조반선, 도쿄 지하철 긴자선, 도쿄 지하철 히비야선이 지나간다. 도호쿠, 홋카이도, 야마가타, 아키타, 죠에쓰, 호쿠리쿠 신칸센을 이용할 수 있으며, 우에노 도쿄 라인 직통열차를 포함한 JR근교노선, 히비야선, 긴자선을 이용할 수 있다. 인근에는 게이세이 전철의 게이세이우에노역과 환승이 가능하다.
우에노역은 본래 도호쿠 지방과 연결되는 열차가 발착하는 역으로 건설되어 도쿄와 도호쿠·홋카이도를 연결하는 가장 중요한 관문으로 널리 알려져 있다. 근래에는 항공 등 타 교통 수단의 발달로 그 절대적인 중요성이 많이 줄어들었고, 도호쿠 신칸센도 도쿄역까지 연장 운행하면서 도호쿠・홋카이도를 연결하는 위치라는 구실을 도쿄역, 오미야역 등의 터미널들과 나누게 되었지만, 여전히 극히 일부의 최속달열차를 제외하면, 모든 신칸센이 이 역을 정차한다.
동일본 여객철도 우에노역에서는 특급 《구사쓰》, 《아카기》, 《미나카미》 (임시), 《히타치・토키와》가 시종착하지만, 일부 히타치・토키와 열차는, 시나가와역까지 연장운행한다.

## 역 구조

### 동일본 여객철도
역 곳곳에 예술 작품들이 있다. 중앙 개찰구 윗벽에는 1951년 이구마 겐이치로가 그린 《자유》라는 그림이 걸려 있다. 이 그림은 2003년에 개수된 바 있다. 또 중앙 콩코스에는 조각가 아사쿠라 후미오가 만든 동상인 《날개의 상》, 히로코지 출구에는 역시 아사쿠라가 만든 《세가지 모습》 (三相)이 세워져 있다. 《날개의 상》은 1958년에 역 개업 75주년과 도호쿠 본선 특급 《하쓰카리》 호의 운행을 기념해 다이토구에서 기증한 것으로 원래 히로코지 출구에 놓여 있었다. 《세가지 모습》은 역 개업 75주년 기념식에 동석한 아사쿠라가 자신의 생일이기도 한 이 날을 기념해 다이토구를 통해 같이 우에노역에 기증한 것이다. 또 발매기 위의 벽에는 히라야마 이쿠오가 만든 스테인드글라스 《고향 일본의 꽃》 (1983년)을 전시하고 있다.
콩코스는 3곳, 개찰구는 중앙 개찰구와 시노바즈 개찰구, 고엔 개찰구, 이리야 개찰구가 있으며, 개찰구 안쪽에는 특급 《히타치》 용 환승 개찰이 3층에 하나 더 있다. 출구는 지상의 중앙 개찰구 정면에서 이어지는 히로코지 출구와 아사쿠사 출구, 2층의 시노바즈 개찰구에서 이어지는 시노바즈 출구와 야마시타 출구, 3층의 이리야 개찰구에서 이어지는 2층의 히가시우에노 출구, 3층의 팬더 다리 출구, 지상의 이리야 출구 등이 있다. 또 같은 3층에는 고엔 개찰구에서 이어지는 고엔 구치가 있으며, 우에노 공원과 가깝다.
재래선만 이용하는 1번부터 12번 승강장까지는 일부 승강장이 고가 형태인 6면 12선의 복합 섬식 구조이며, 역시 재래선만 이용하는 13번부터 17번 승강장까지는 지상에 있는 빗 모양의 터미널식 3면 5선 구조, 신칸센만 이용하는 19번에서 22번 승강장은 지하 5층에 있으며 2면 4선의 쌍섬식 구조이다. 신칸센 승강장에는 통과선이 없다. 고가, 지상, 지하 신칸센 등 세 승강장 모두 스이카 및 제휴 교통카드의 사용이 가능하다.
침대 특급이 정차하는 13번 승강장에서는 침대 특급 《카시오페이아》의 정차 시각에 맞추어 "이쓰쓰호시 광장"을 개방한다. 범죄 행위 예방을 위해 정차 시각 이외에는 출입을 제한하고 있다.
| 1      | 게이힌 도호쿠선                                       | 아카바네・우라와・오미야 방면                                                            |
| 2      | 야마노테선 (내선순환)                                 | 이케부쿠로・신주쿠 방면                                                                  |
| 3      | 야마노테선 (외선순환)                                 | 도쿄・시나가와・시부야 방면                                                              |
| 4      | 게이힌 도호쿠선                                       | 도쿄・시나가와・요코하마 방면                                                            |
| 5~6    | 우쓰노미야선・다카사키선 (도카이도선 발차)            | 아카바네・오미야・오야마・우쓰노미야・아게오・구마가야・다카사키 방면                    |
| 6      | 조반 쾌속선・■ 조반선 (시나가와 발차)                 | 기타센주・마쓰도・가시와・도리데・쓰치우라・미토 방면                                    |
| 7~8    | 우에노도쿄라인 ( 도카이도선 직결)                     | 도쿄・시나가와・요코하마・오후나・오다와라・아타미 방면                                  |
| 8      | ■ 특급 히타치・토키와 (시나가와 발차)                 | 미토・이와키 방면                                                                        |
| 8~9    | 우에노도쿄라인 (조반선 직통열차)                      | 도쿄・시나가와 방면                                                                      |
| 9~12   | ■ 조반선 (당역 출발)                                  | 도리데・쓰치우라・미토・가쓰타・다카하기 방면                                            |
| 9~12   | 조반 쾌속선 (■ 나리타선 직결)                         | 기타센주・마쓰도・가시와・도리데・나리타 방면                                            |
| 13～15 | 우쓰노미야선                                          | 아카바네・오미야・오야마・우쓰노미야・구로이소 방면                                      |
| 13～15 | 다카사키선                                            | 아카바네・오미야・아게오・구마가야・다카사키・마에바시 방면                              |
| 16・17 | ■ 특급 아카기, 구사쓰                                 | 만자카자와구치 · 마에바시 방면                                                           |
| 16・17 | ■ 특급 히타치・토키와                                 | 미토・이와키 방면                                                                        |
| 19     | ■ 조에쓰・호쿠리쿠 신칸센                             | 다카사키・에치고유자와・나가오카・니가타・나가노・가나자와 방면                          |
| 20     | ■ 도호쿠・야마가타・아키타 · 홋카이도 신칸센          | 우쓰노미야・센다이・모리오카・신아오모리・야마가타・신조・아키타 · 신하코다테호쿠토 방면 |
| 20     | ■ 조에쓰・호쿠리쿠 신칸센                             | 다카사키・에치고유자와・나가오카・니가타・나가노 · 도야마 · 가나자와 · 쓰루가 방면       |
| 21     | ■ 도호쿠 · 조에쓰 · 호쿠리쿠 신칸센 · 홋카이도 신칸센 | 도쿄 행                                                                                  |
| 22     | ■ 도호쿠 · 조에쓰 · 호쿠리쿠 · 홋카이도 신칸센        | (평상시에는 쓰지 않음)                                                                   |

### 도쿄 지하철
긴자 선 승강장은 상대식 2면 2선 구조이며 지하에 있다. 에스컬레이터는 없지만, 아사쿠사 쪽 끝에 개찰구나 JR 우에노역과 이어지는 엘리베이터가 있다. 역 근처에 긴자 선 우에노 검차구가 있기 때문에 일부 열차가 우에노역에서 시종착한다. 한편 히비야 선 승강장은 지하에 있으며, 상대식 2면 2선 구조이다. 히비야 선 승강장에는 에스컬레이터가 있으며, 아침 출근 시간대에만 임시로 운영하는 계단을 별도로 운영하고 있다. 양 노선 승강장에서 파스모나 스이카를 비롯한 제휴 교통카드의 사용이 가능하다.
| 1 | 긴자선   | 긴자・아카사카미쓰케・오모테산도・시부야 방면                              |
| 2 | 긴자선   | 이나리초・다와라마치・아사쿠사 방면                                        |
| 1 | 히비야선 | 긴자・에비스・나카메구로 방면                                              |
| 2 | 히비야선 | 미나미센주・기타센주・소카・센겐다이・도부 동물공원 방면 (도부 이세사키선) |

## 역명판 갤러리

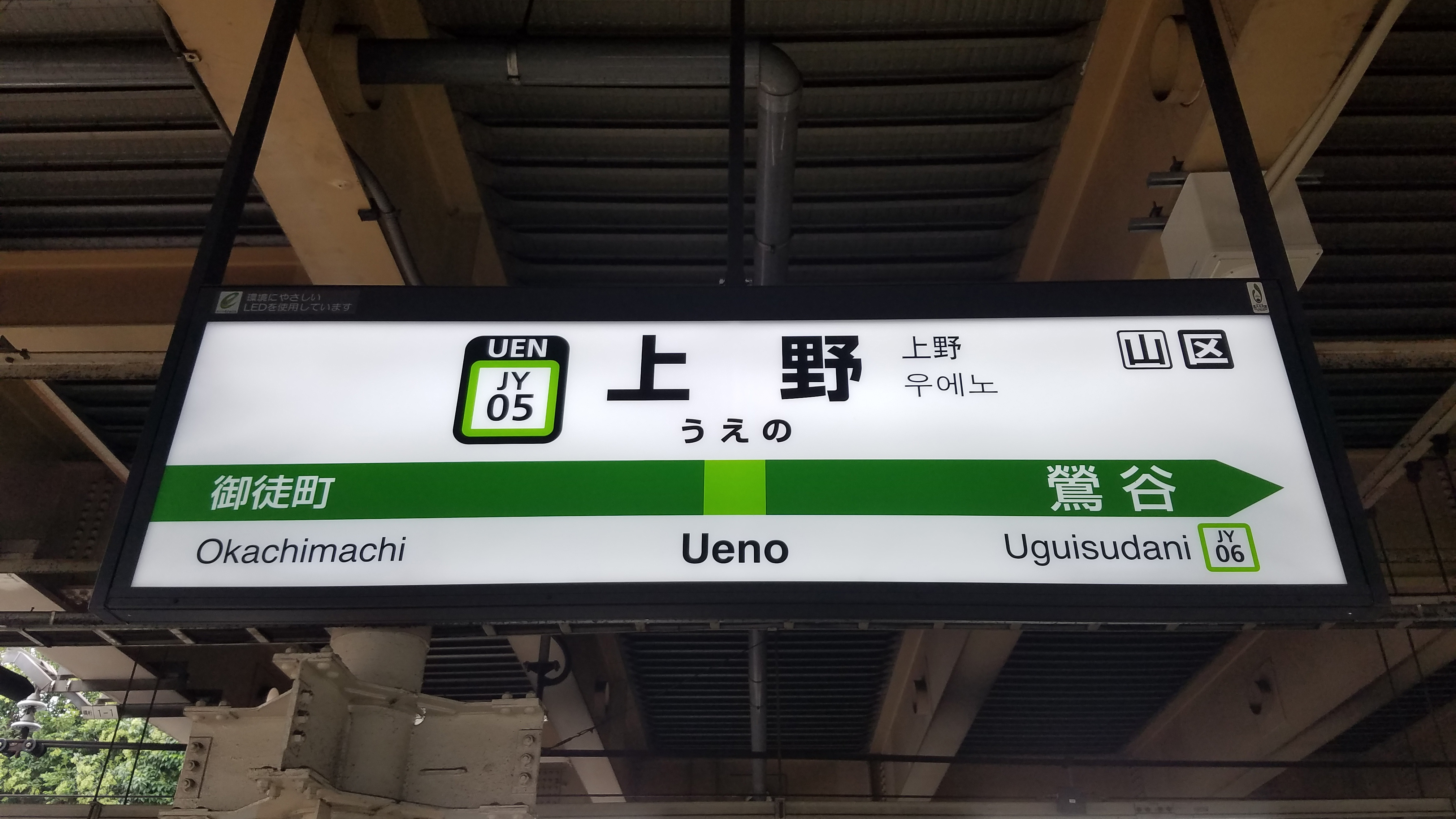
야마노테선
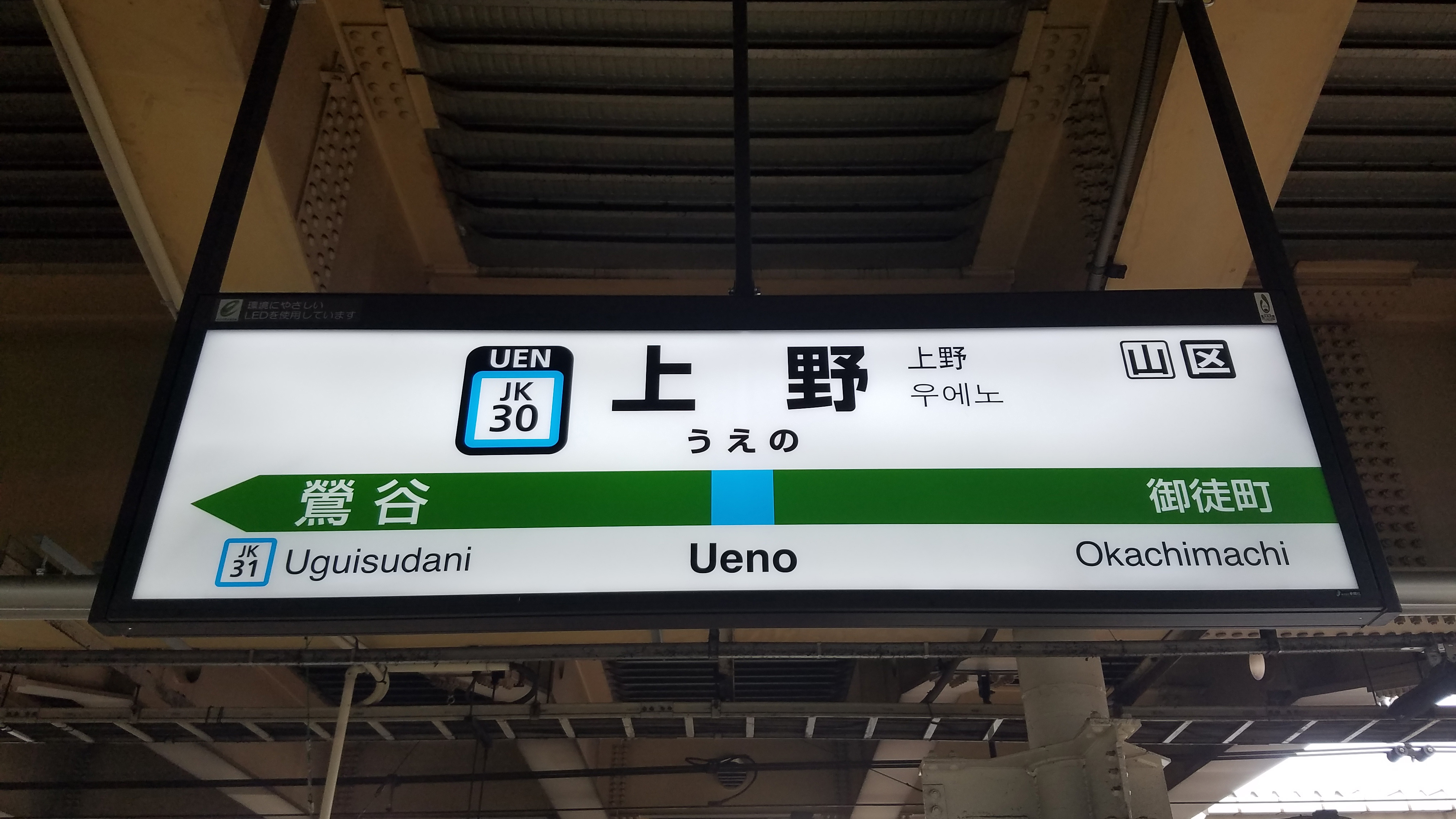
게이힌도호쿠선
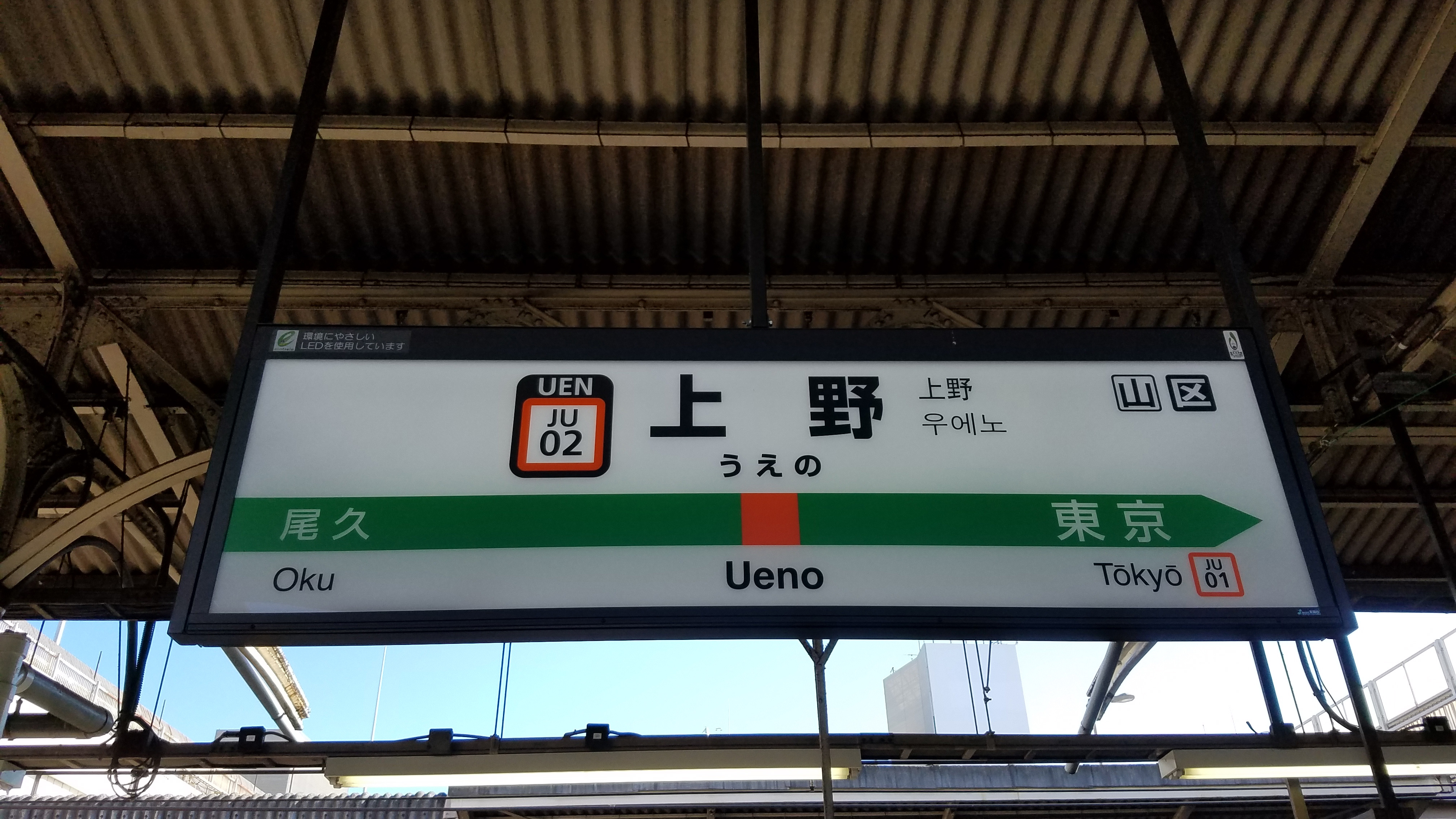
도호쿠 본선
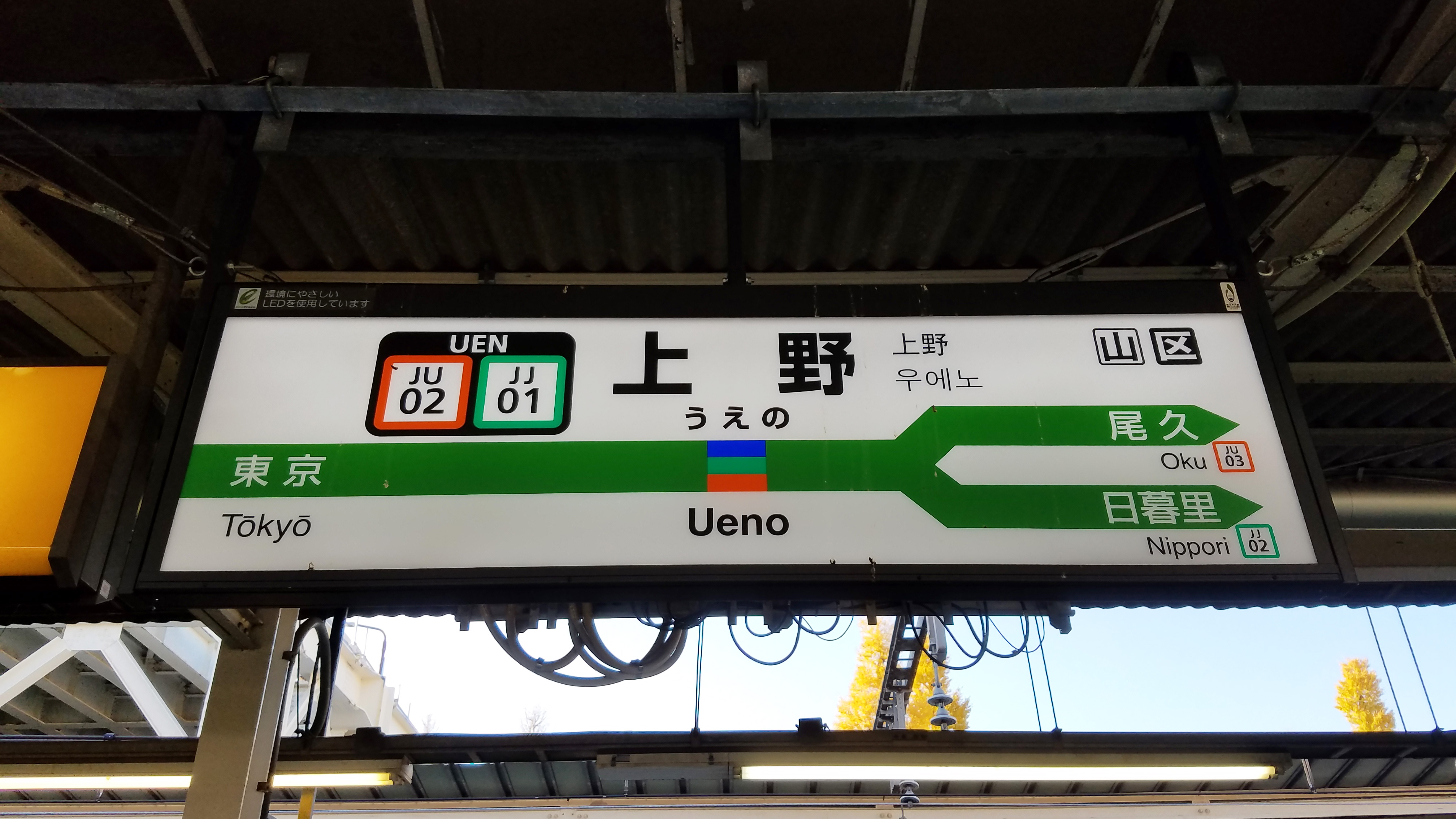
우에노도쿄라인
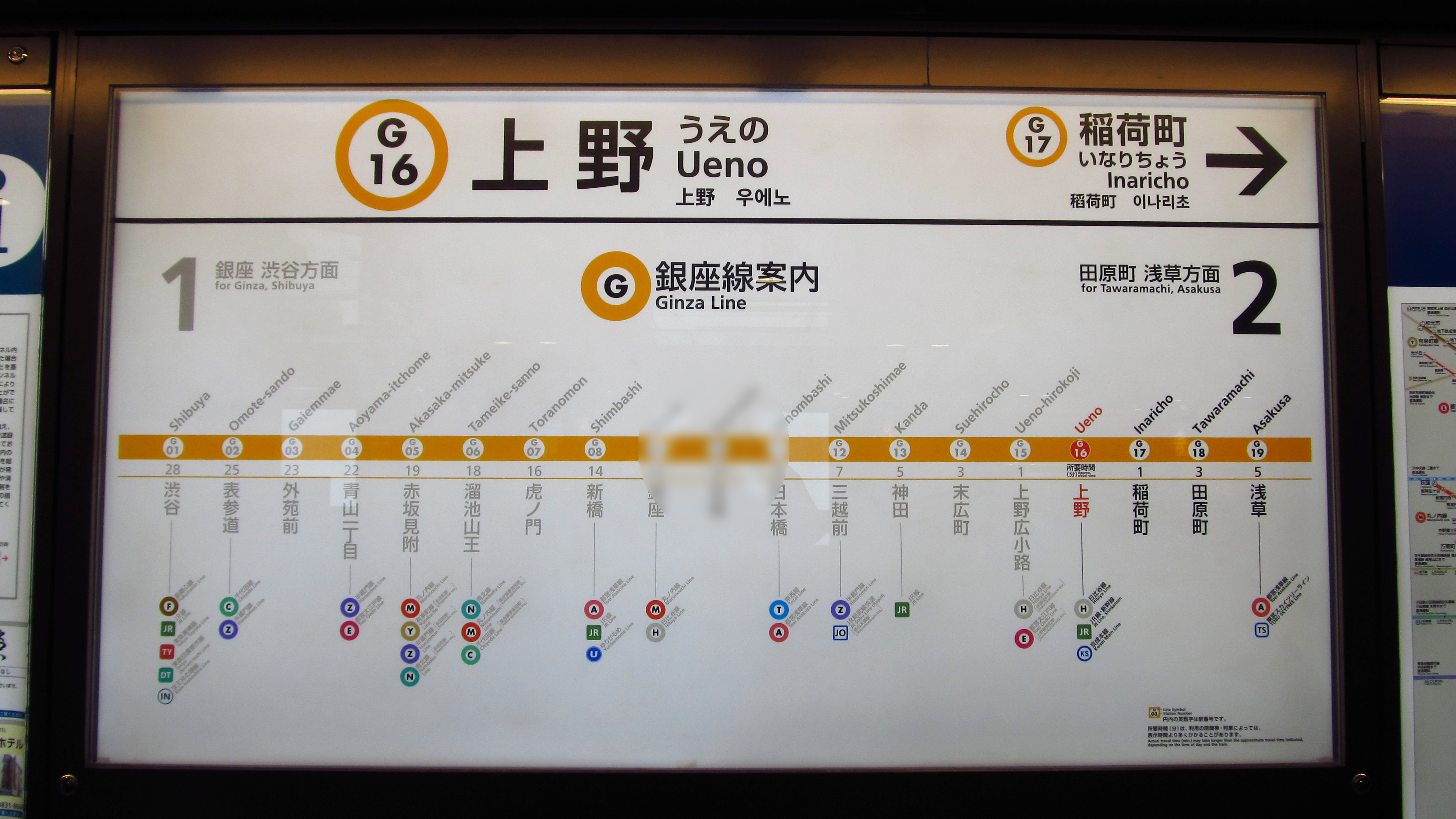
긴자선
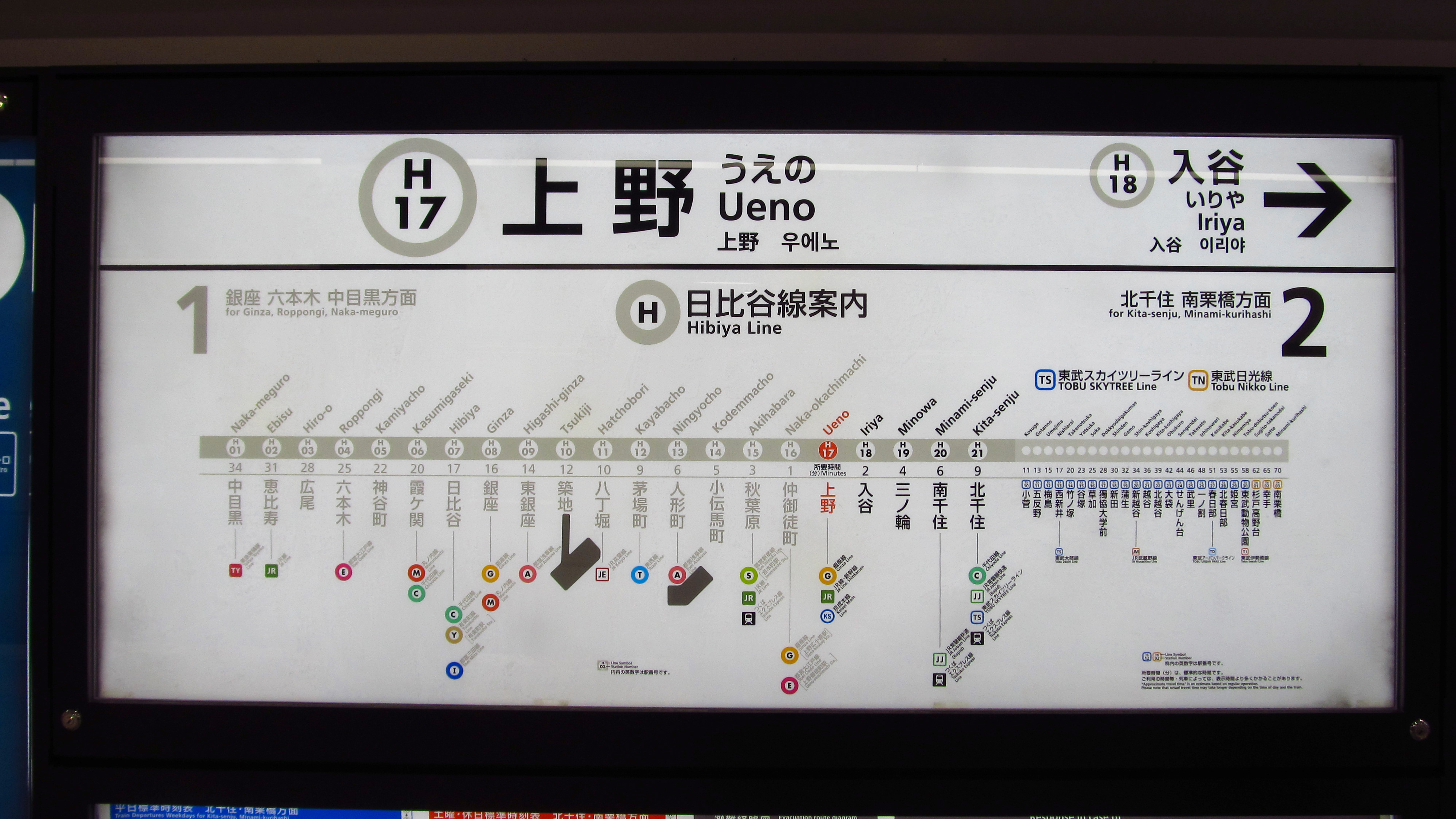
히비야선

## 역세권 정보
우에노역의 출구는 크게 JR의 히로코지 출구, 아사쿠사 출구, 히가시우에노 출구, 이리야 출구, 우에노 공원에서 유래한 고엔 출구, 시노바즈 출구와 도쿄 메트로의 1번 ~ 6번 출구로 나뉜다. 히로코지 출구와 도쿄 메트로 4번 ~ 6번 출구에서는 백화점 마루이 시티 우에노, 재래시장 아메야요코초가 가까우며, 아사쿠사 출구·히가시우에노 출구·도쿄 메트로 1번 ~ 3번 출구에서는 다이토구청사, 다이토구청사 히가시우에노 지구 센터, 도쿄 메트로 본사, 쇼와도리, 아사쿠사도리 등의 거리들이 가깝다. 이리야 출구에서는 우에노 우체국, 메이쇼 학원의 고등학교, 학교법인 쓰즈키칸토 학원의 전문학교, 자전거 상점가 등이 가까우며, 고엔 구치에서는 우에노 공원을 비롯하여 우에노 동물원·국립과학박물관·국립서양미술관·도쿄도립미술관·도쿄 국립박물관·일본문화회관·일본예술대학·우에노모리 미술관을 이용할 수 있다. 시노바즈 출구에서는 요도바시 카메라, 사이고 다카모리 동상이 가까우며, 도쿄 메트로 우에노역에서의 연결 통로를 통해 게이세이우에노역 (게이세이 전철 본선)을 이용할 수도 있다.

## 역사

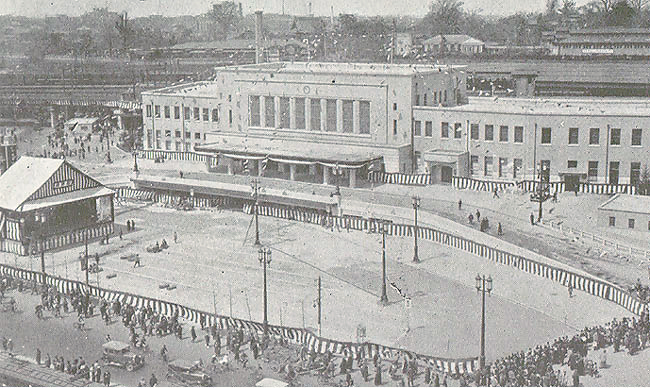
낙성식 당시의 우에노역사 (1932년 4월 3일)

닛폰 철도는 우에노역에서 구마가야역까지의 철도 노선을 뚫으면서 1882년 11월에 도쿄도 당국으로부터 간에이 사가 있었던 약 98,512m²의 땅을 사들여 우에노역의 용지로 사용하였다. 1883년 7월 28일 닛폰 철도 노선의 임시 개통과 동시에 우에노역을 개설하여 8월부터 화물을, 10월부터 우편물을 취급하기 시작했다. 1884년 6월 28일에 임시 우에노역사에서 개업식을 열었으며, 1885년 기와로 만든 약 783m² 규모의 역사를 완공했다. 이 첫 역사는 미무라 아마네가 설계하고 모리 시게스케가 공사 감독을 맡았으며, 중앙부에 개찰 광장과 콩코스를, 역사의 양쪽 날개 부분에 대합실을 설치한 H자 구조의 역사로, 같은 시기에 지어진 시오도메 역이나 요코하마역의 역사 형태를 답습한 것이었다.
1885년 오미야역에서 우쓰노미야역까지 이르는 철도 노선이 뚫리면서 우에노역은 사이타마 지방에서 도쿄로 오는 주요 터미널로 번성하게 됐다. 역을 지을 당시에는 역 한 곳에 여객 승강장, 화물 적하장, 차량기지를 모두 설치해두었으며, 차차 수요가 늘어남에 따라 승강장을 늘려나갔다. 1890년 11월 1일에는 남쪽에 화물선을 개통하여 당시 새로이 설치한 아키하바라 화물영업소 (지금의 아키하바라역)로 화물 기능을 이전했다. 1896년 12월 25일에는 새로 개업한 스미다가와역에도 화물 기능을 부분 이전하여, 우에노역은 여객 전용역이 되었다. 닛폰 철도는 1900년 우에노역 광장에 음식점, 찻집, 잡화 판매점이 들어간 "우에노 대합점"을 설치했으며, 나중에는 이발소도 영업했지만 국유화가 된 이후인 1922년에 철거되었다.
1905년 4월 1일에 조반선의 미카와시마역에서 닛포리역까지가 개통하면서 그 때까지 다바타역에서 회차 운행을 하고 있던 조반 선 열차들이 모두 우에노역까지 들어오게 됐다. 같은해에는 신바시 역에서 우에노역까지의 고가 여객선이 뚫려 여러 철도 노선들이 들어오게 되면서 우에노 선의 개축이 논의되었다. 1906년 일본 정부는 닛폰 철도를 국유화하면서 우에노역도 국유화하여, 1909년 10월에 아키하바라 역에서 우에노역을 거쳐 아오모리 역까지의 철도 노선을 도호쿠 본선으로 지정했다. 같은해 12월 16일에는 야마노테선의 가라스모리 (지금의 야마노테선 신바시역) - 시나가와 - 신주쿠 - 이케부쿠로 - 다바타 - 우에노 구간에서 반고리 형태의 운행을 개시하였으며, 우에노역은 그 운행의 한 축이 되었다.
따라서 수요 폭증에 따라 제국 철도성은 우에노역을 개축하기로 결정하여, 1932년 4월 5일부터 개축한 새 역사의 영업을 개시했다. 새 역사는 승객들이 열차를 지상 1층에서 승차하고 지하 1층에서 하차하는 구조로 만들었다. 또 아키하바라의 화물 영업 설비가 고가선으로 옮겨감에 따라, 연선 지역을 분단하고 있다는 지적을 받아온 지상의 화물선은 1932년 7월 1일에 폐지되었다. 국유철도 뿐만 아니라 지하철 노선도 영업을 개시했다. 1927년 12월 30일, 도쿄 지하 철도가 아사쿠사역에서 우에노역까지의 철도를 개업했는데, 이 노선이 지금의 도쿄 지하철 긴자선이 되었다. 이 노선은 1941년 9월 1일 제도고속도교통영단 ("에이단")으로 넘어가 긴자선이 되었다. 에이단은 1961년 3월 28일 도쿄 지하철 히비야선을 개업했다.
제2차 세계 대전 이후, 제국 철도성을 대신해 새로 발족한 일본국유철도는 우에노역의 인프라 확장을 계속 해나갔다. 1968년 9월 30일에는 승강장 개량 공사를 완료하여 고가부의 11번 승강장과 12번 승강장을 새로 완성했으며, 1985년 3월 14일에는 재정난에도 불구하고 그 때까지 오미야역이 종점이었던 도호쿠 신칸센의 우에노 연장 공사를 완료했다. 일본국유철도는 1987년 4월 1일에 분리민영화되었고, 우에노역은 동일본 여객철도가 맡게 되었다. 동일본 여객철도는 도호쿠 신칸센 연장 사업을 속행하여 1991년 6월 20일 우에노역과 도쿄역을 잇는 연장 구간을 개통하였으며, 2001년 11월 18일에는 스이카 및 제휴 교통카드의 사용을 개시하였다. 이어 2004년 에이단의 민영화로 설립된 도쿄 메트로도 2007년 3월 18일부터 파스모 및 제휴 교통카드의 사용을 개시하게 되었다.
2012년 10월 30일부터 도쿄 메트로는 긴자 선 우에노역에서 모리야마 나오타로가 작곡한 《벚꽃》이라는 노래를 발차 멜로디로 도입했다. 도쿄 메트로는 "도쿄의 오래된 거리의 이미지"를 형상화한 노래라고 밝혔다. 2014년 3월 14일에 도호쿠 종관선이 개통되면서, 우에노역에서 시종착하던 우쓰노미야선, 다카사키선, 조반 쾌속선 열차들이 도쿄역에서 도카이도선과 직결 운행이 개시되었다.

## 대중 문화 속의 우에노역
이시카와 다쿠보쿠는 자신의 단가 (短歌) "ふるさとの訛なつかし 停車場の人ごみの中に そを聴きにゆく"를 통해 고향에 대한 그리움과 우에노역을 표현했다. 우에노역 15번 승강장에 그의 단가를 기리는 시비가 있다. 한편 추리소설가 니시무라 교타로는 우에노역을 배경으로 하는 《우에노역 살인사건》, 《종착역 살인사건》을 썼으며, 가수 이자와 하치로는 우에노역을 배경으로 하는 《아아 우에노역》 (あゝ上野駅)을 불렀다. 이자와의 노래를 기념하는 비석이 히로코지 출구 앞에 있다.

## 갤러리(JR선)

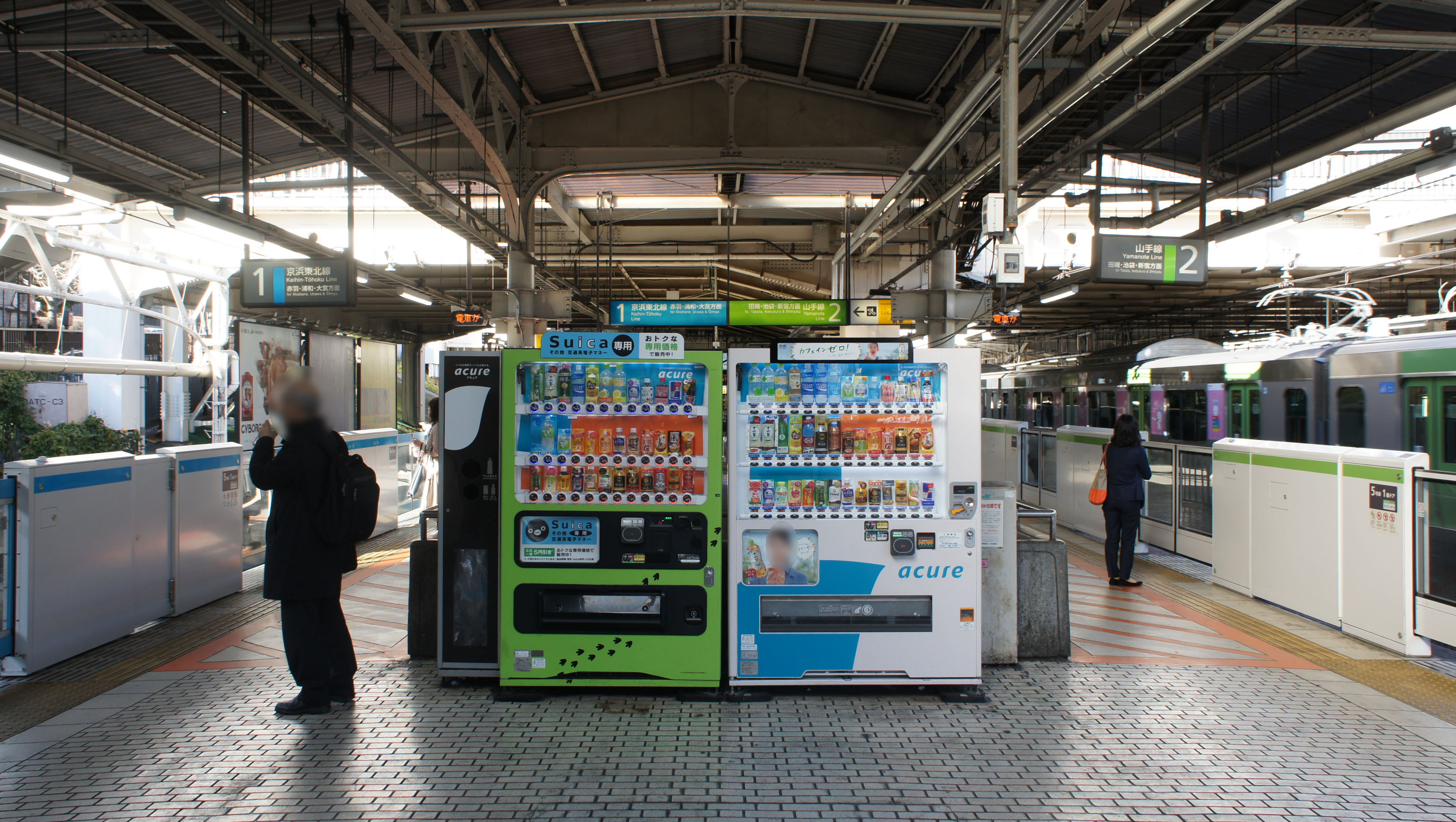
1·2번선(게이힌 도호쿠선·야마노테 선) 승강장
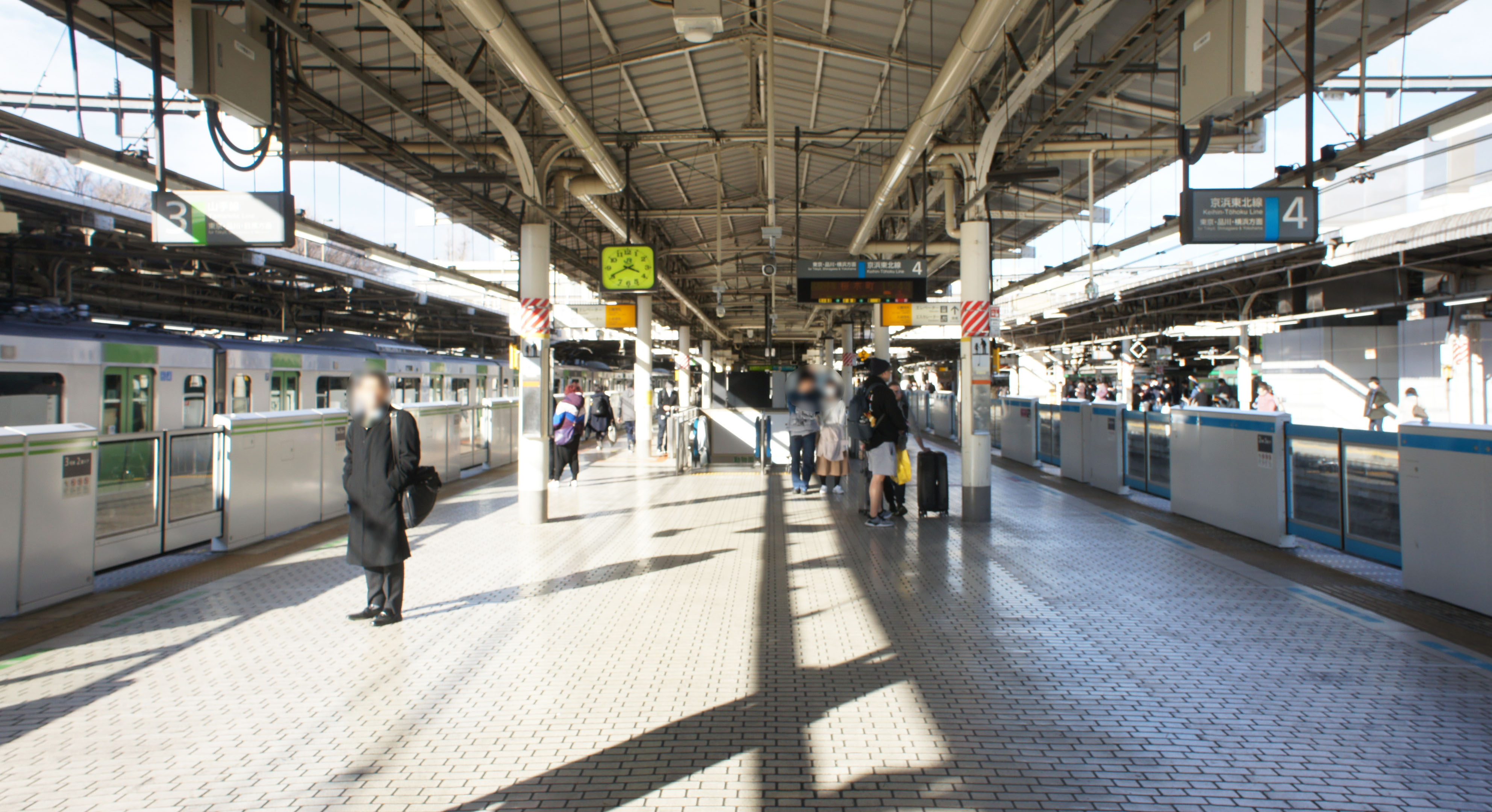
3·4번선(야마노테 선·게이힌 도호쿠선) 승강장
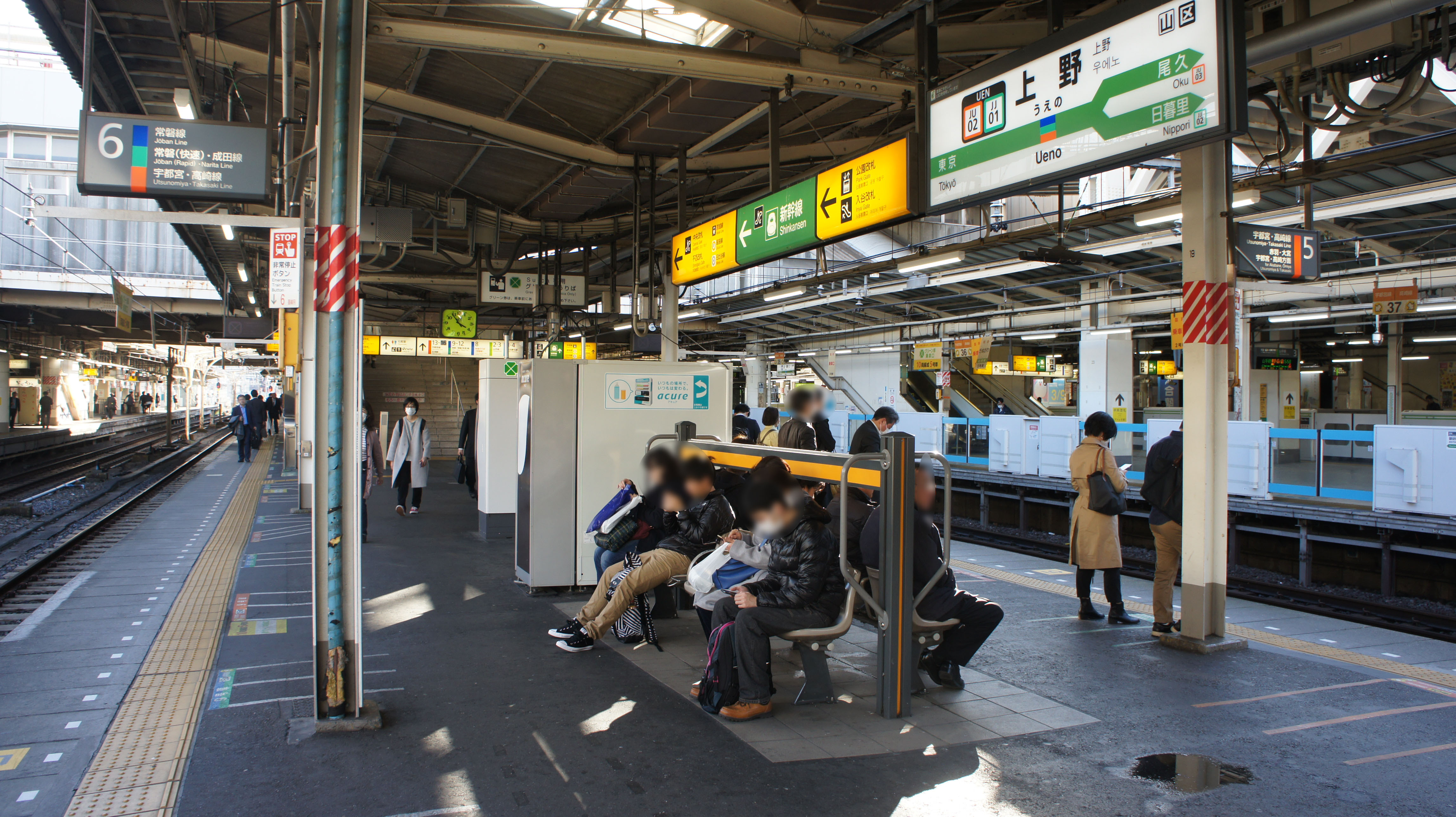
5·6번선(우쓰노미야 선·다카사키 선) 승강장
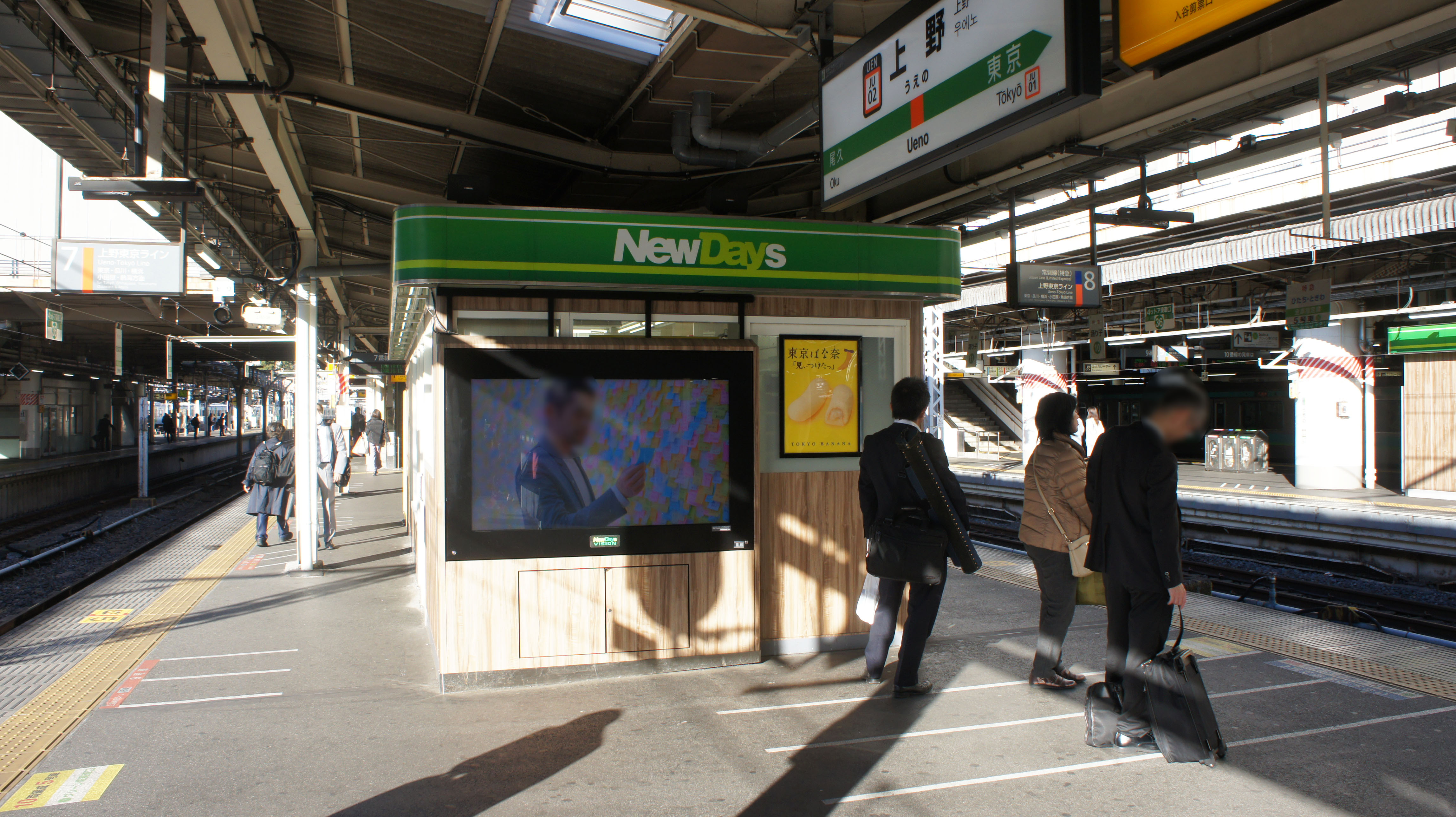
7·8번선(우에노 도쿄라인) 승강장
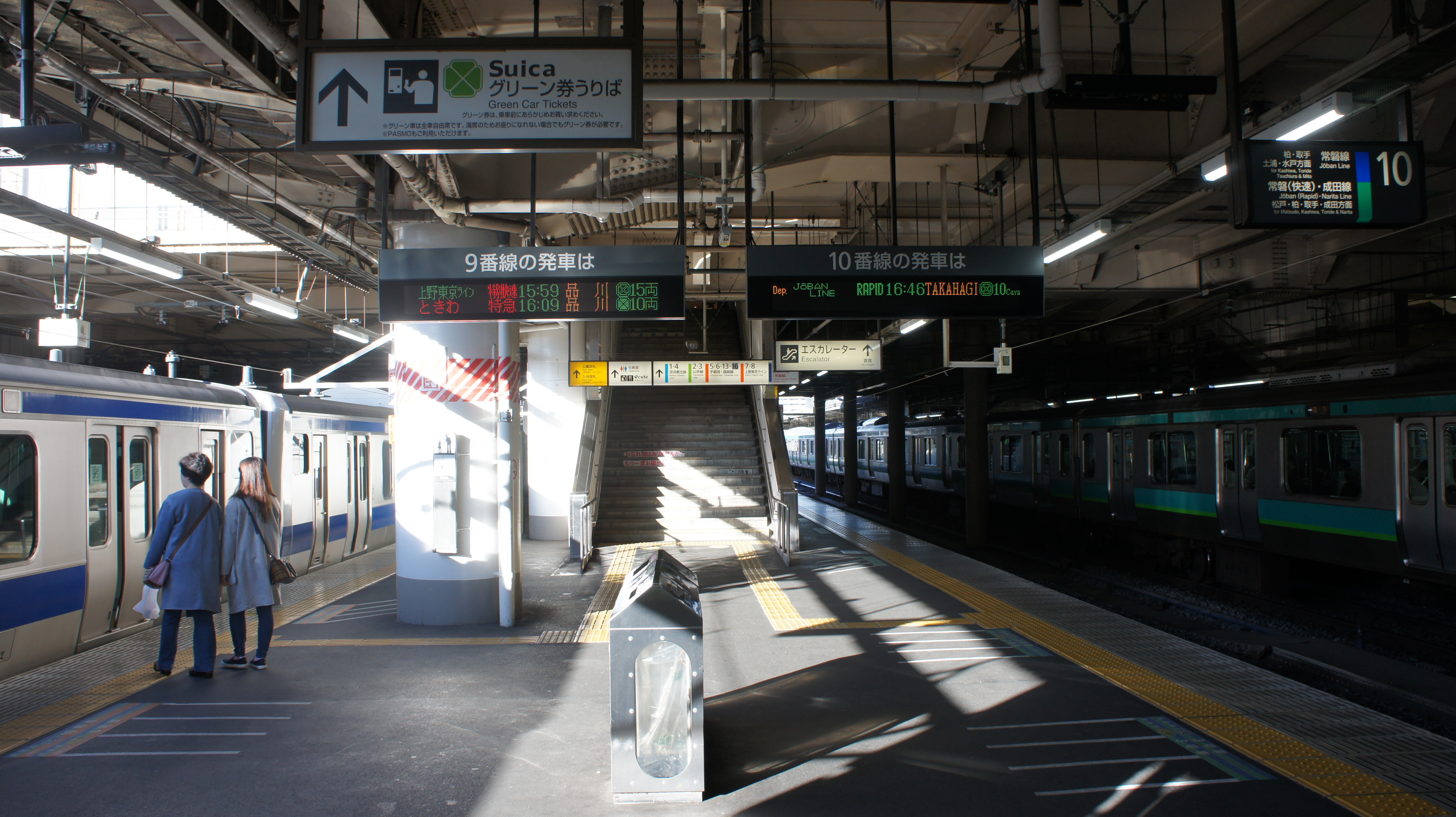
9·10번선(조반 선) 승강장
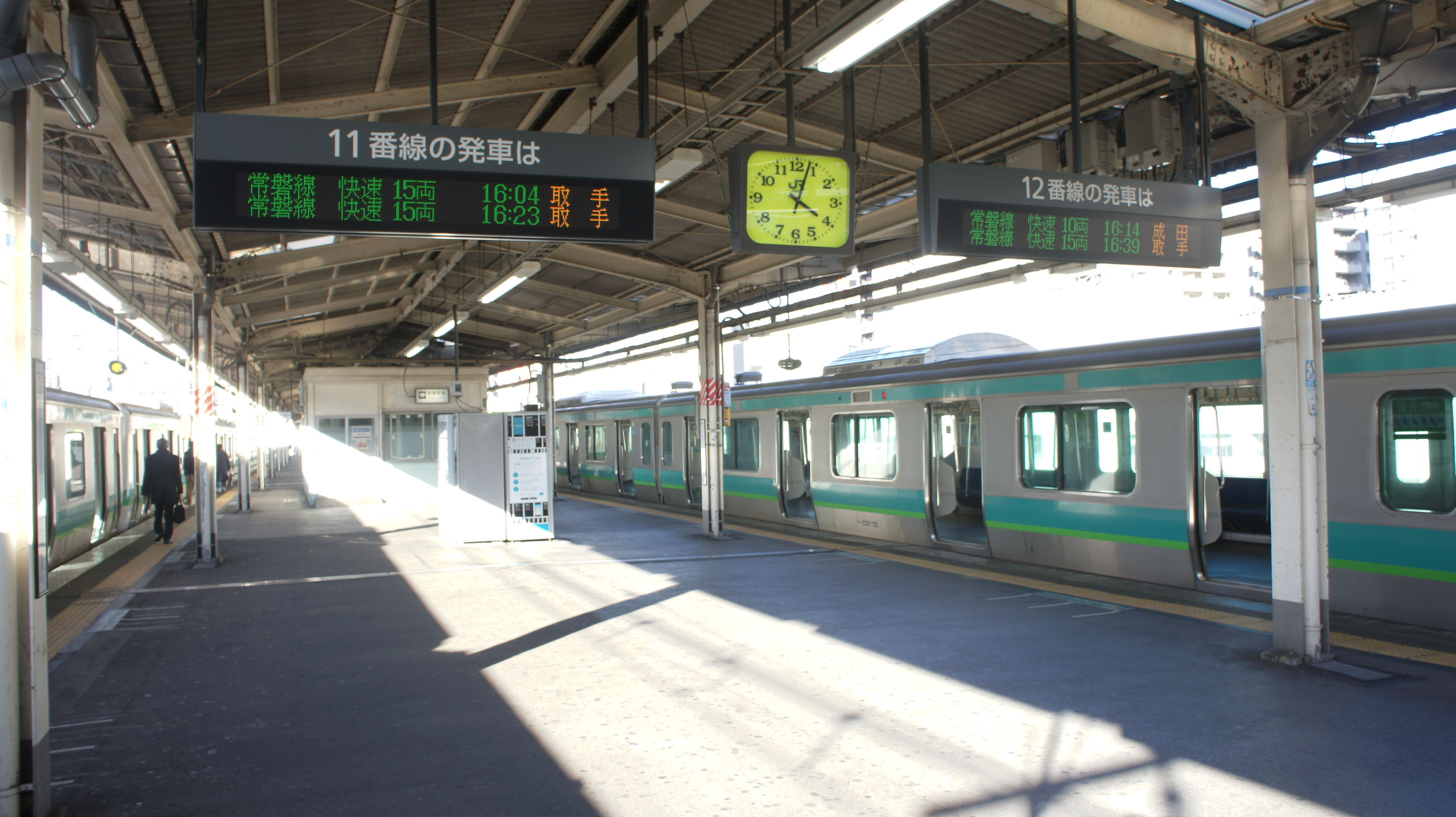
11·12번선(조반 쾌속선) 승강장

## 갤러리(도쿄 메트로)

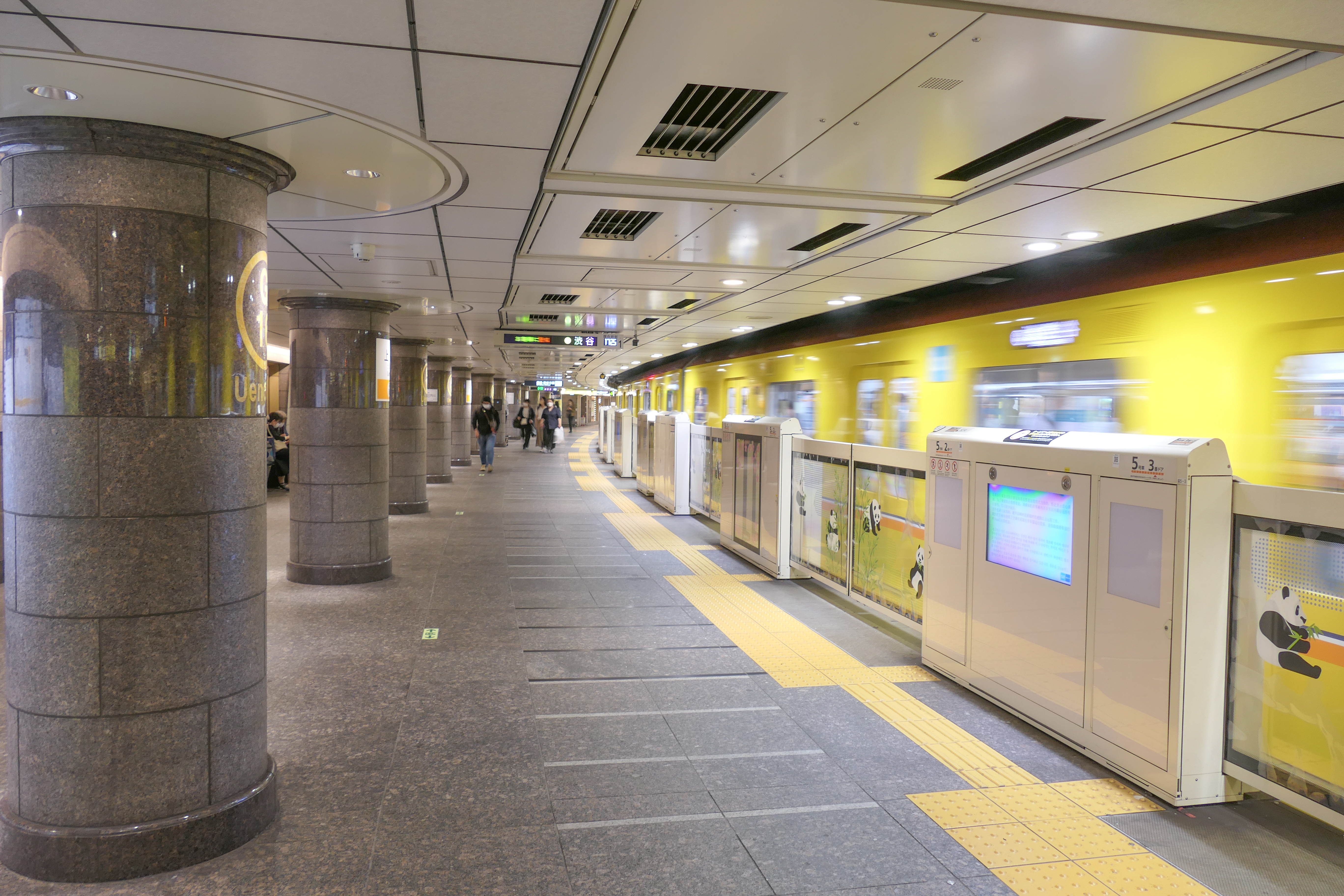
긴자선 1번 승강장
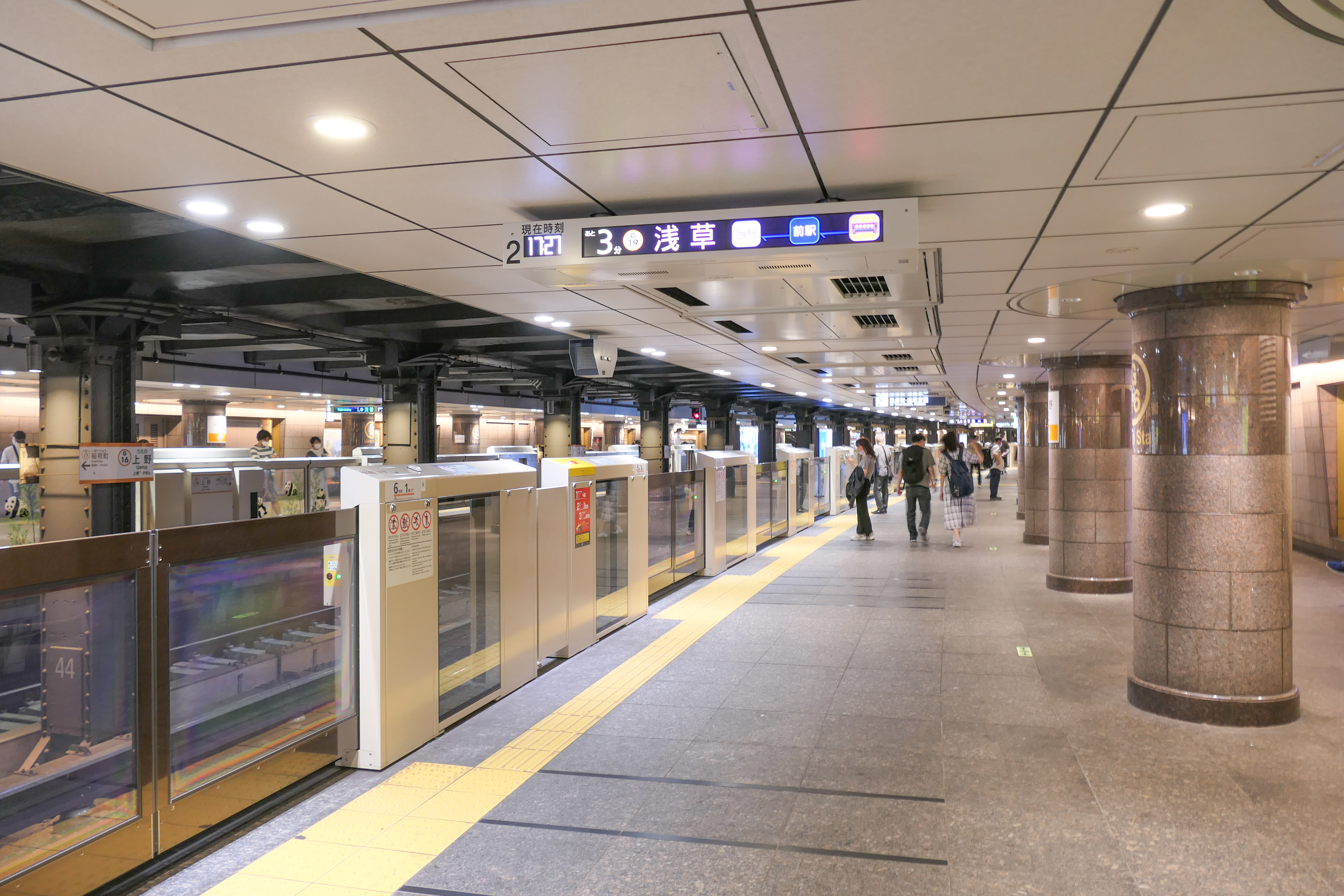
긴자선 2번 승강장
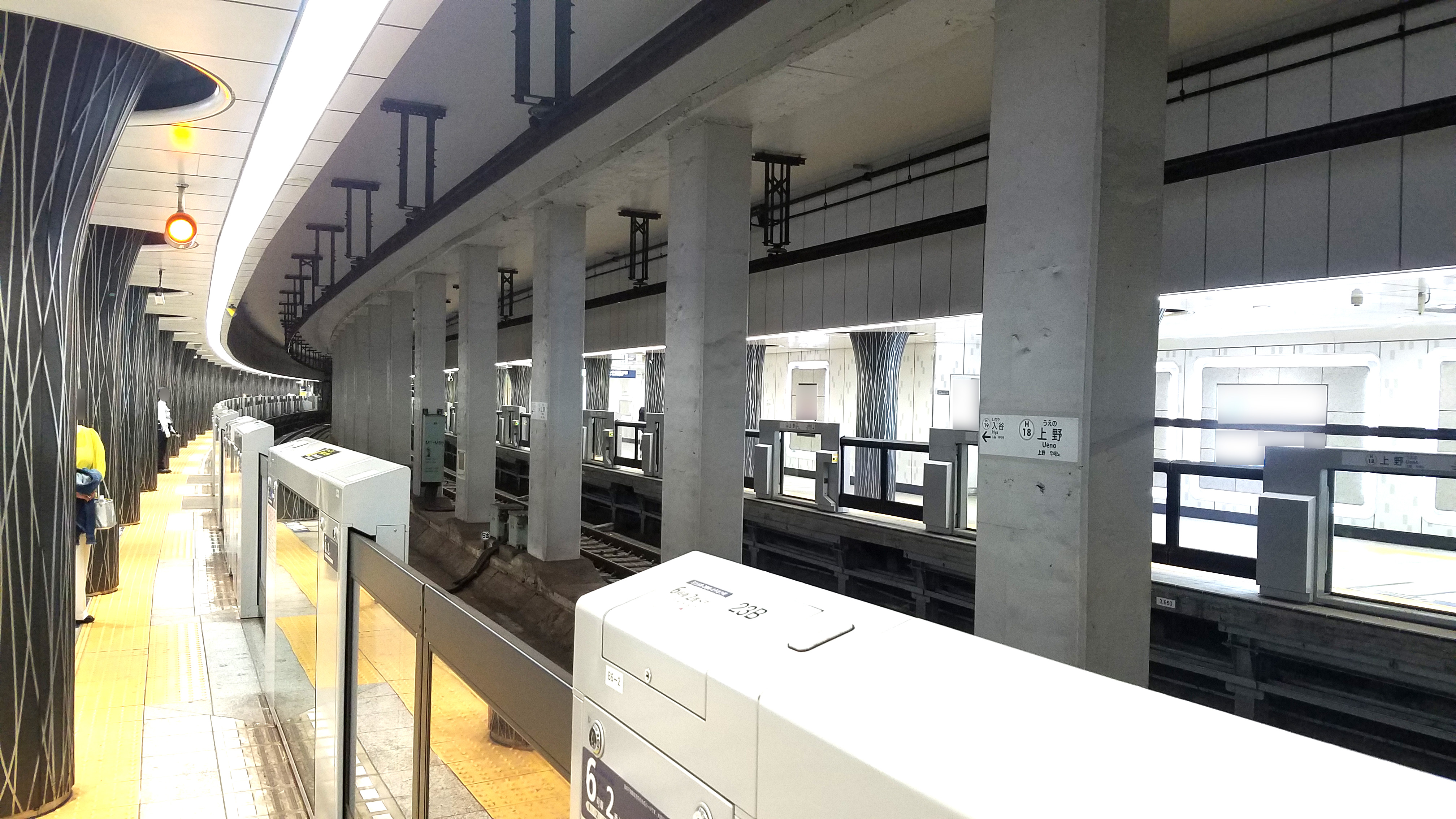
히비야선 승강장

## 인접역
| 동일본 여객철도 도호쿠 신칸센                       | 동일본 여객철도 도호쿠 신칸센                                 | 동일본 여객철도 도호쿠 신칸센              |
| --------------------------------------------------- | ------------------------------------------------------------- | ------------------------------------------ |
| 도쿄 방면                                           | 도호쿠 신칸센 · 홋카이도 신칸센 하야테 · 야마비코 · 나스노 호 | 오미야 신하코다테호쿠토 방면               |
| 도쿄 방면                                           | 야마가타 신칸센 쓰바사 호                                     | 오미야 신조 방면                           |
| 도쿄 방면                                           | 아키타 신칸센 고마치 호                                       | 오미야 아키타 방면                         |
| 도쿄 방면                                           | 조에쓰 신칸센 도키 · 다니가와 호                              | 오미야 니가타 방면                         |
| 도쿄 방면                                           | 호쿠리쿠 신칸센 가가야키 · 하쿠타카 · 아사마 호               | 오미야 가나자와 방면                       |
| 동일본 여객철도 도호쿠 본선 · 도호쿠 본선 오쿠 지선 |                                                               |                                            |
| JU 01 도쿄 아타미 방면                              | 우쓰노미야선 · 다카사키선 쾌속 라빗토 호 · 쾌속 아반 호       | JU 04 아카바네 구로이소 · 다카사키 방면    |
| JU 01 도쿄 아타미 방면                              | 우쓰노미야선 · 다카사키선 보통                                | JU 03 오쿠 구로이소 · 다카사키 방면        |
| 동일본 여객철도 도호쿠 본선                         |                                                               |                                            |
| JT 01 도쿄 시나가와 방면                            | 조반 쾌속선 · 조반선                                          | JJ 02 닛포리 이와키 · 도리데 · 나리타 방면 |
| JK 34 다바타 오미야 방면                            | 게이힌 도호쿠선 평일쾌속                                      | JK 28 아키하바라 오후나 방면               |
| JK 34 다바타 오미야 방면                            | 게이힌 도호쿠선 주말쾌속                                      | JK 29 오카치마치 오후나 방면               |
| JK 31 우구이스다니 오미야 방면                      | 게이힌 도호쿠선 각역정차                                      | JK 29 오카치마치 오후나 방면               |
| JY 06 우구이스다니 내선 순환                        | 야마노테선                                                    | JY 04 오카치마치 외선 순환                 |
| 도쿄 메트로 2호선 히비야선                          |                                                               |                                            |
| H 17 나카오카치마치 나카메구로 방면                 | 히비야선                                                      | 이리야 H 19 기타센주 방면                  |
| 도쿄 메트로 3호선 긴자선                            |                                                               |                                            |
| G15 우에노히로코지 시부야 방면                      | 긴자선                                                        | G17 이나리초 아사쿠사 방면                 |

## 같이 보기
- 도호쿠 종관선